# 紐約市地標保護委員會
40°42′47″N 74°00′14″W / 40.71295°N 74.00377°W

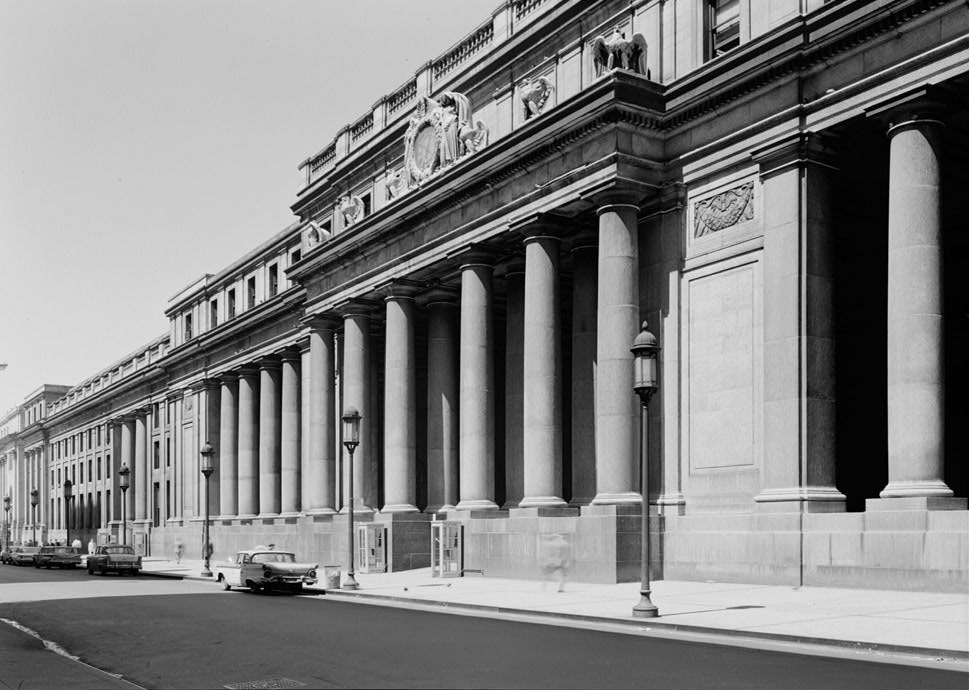
舊賓夕法尼亞車站的拆除引起的保存運動導致了紐約市地標保護委員會的成立

紐約市地標保護委員會（New York City Landmarks Preservation Commission）是紐約市政府下的一個負責該市地標保護法的單位，此委員會在1965年4月由紐約市長小羅伯特·F·瓦格納成立，是伴随着1964年舊賓夕法尼亞車站因修建麥迪遜廣場花園而被拆除所引發的抗議活動而出現的。現在該委員會負責保護紐約市重要的歷史、文化建築，是當今美國最大的市級保護單位。
此委員會由11名委員組成，并根據法律規定還含有至少三名建築師、一名歷史學家、一名城市規劃師或景觀建築師、一名房地產經紀人和來自紐約市五個區的至少五居民。根據地標保護法，若要申請紐約市地標，該建築必須至少有三十年歷史。

## 外部連結
- 官方网站
- 紐約市地標保護委員會的X（前Twitter）
- New York City Landmarks Preservation Commission flickr Group （页面存档备份，存于）